# Tracey Rose
Tracey Rose (Durban, 1974) es una artista sudafricana que vive y trabaja en Johannesburgo. Rose es conocida principalmente por sus performances, instalaciones de video y fotografías.

## Biografía
Rose nació en 1974 en Durban, Sudáfrica. Estudió Bellas Artes en la Universidad de Witwatersrand en Johannesburgo. Impartió clases en la escuela Vaal Triangle Technikon, en Vanderbijl Park, Sudáfrica y en la Universidad de Witwatersrand. En febrero y marzo de 2001 fue artista residente en Ciudad del Cabo en la Galería Nacional de Sudáfrica donde desarrolló su trabajo para la Bienal de Venecia de 2001 comisariada por Harald Szeemann. Tracey Rose está representada en los Estados Unidos por Christian Haye de The Project.

## Obra

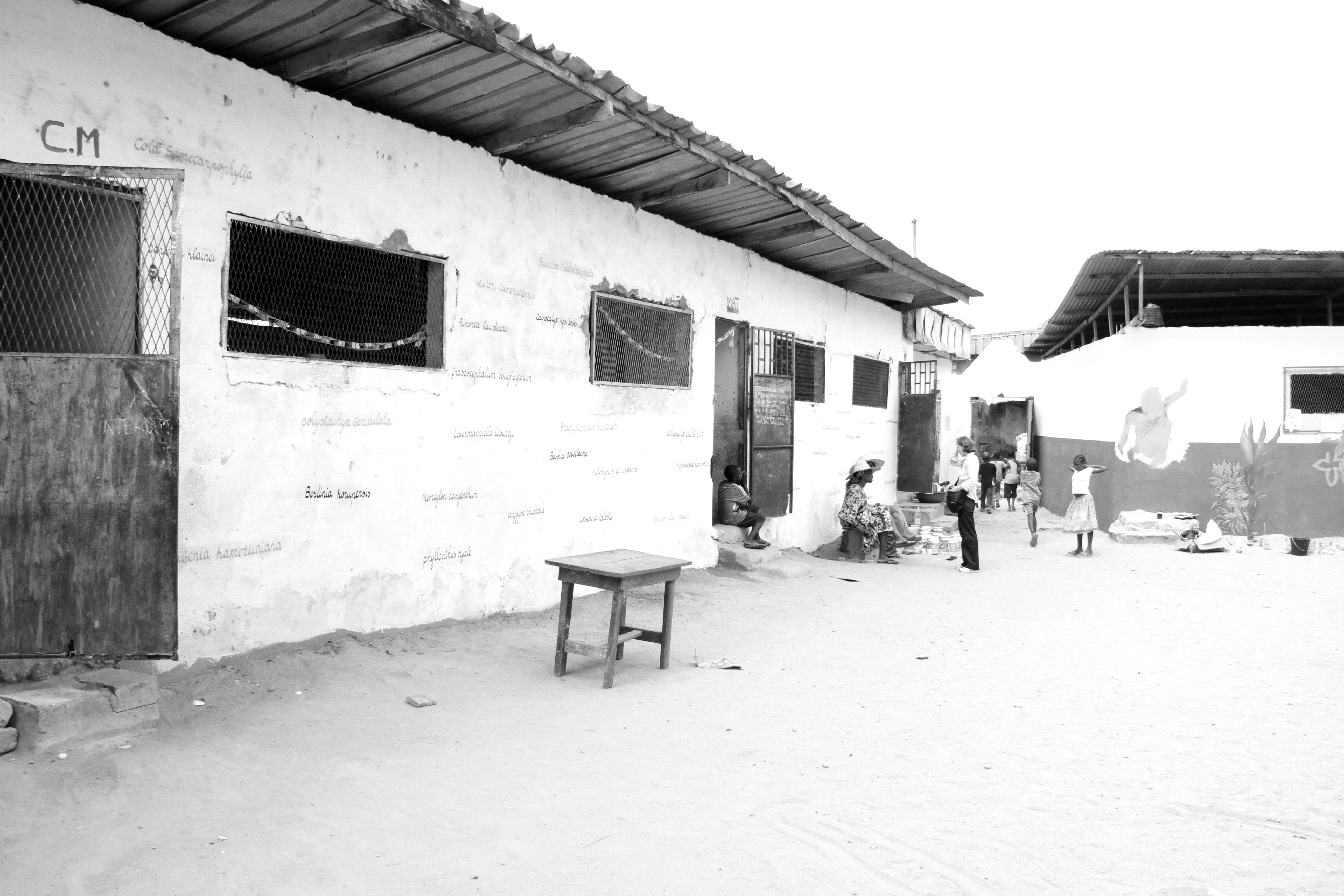
Tracey Rose, SUD-Salon Urbain de Douala 2010. Foto Roberto Paci Daló

El trabajo de Rose responde a las limitaciones del dogma y las fallas en el discurso cultural institucionalizado. Su práctica, conocida por centrarse en la performance, también incluye fotografía, video e instalación. Siempre es evidente en su trabajo la insistencia de la artista en confrontar las políticas de identidad, incluidos los temas sexuales, raciales y de género. Según Jan Avgikos, "parte del atractivo de Rose es su fluida referencia al arte escénico de los años 60 y 70".
- El pensador, objeto encontrado y texto, 1996. Una pequeña reproducción de la escultura El Pensador de Auguste Rodin utilizada como arma en una discusión familiar.[3]
- Tramo I y Tramo II, 1997. El trabajo fue presentado en la segunda Bienal de Johannesburgo en la muestra Graft comisariada por Colin Richards, 1997. La obra también se presentó en la Bienal de Dakar en 2000.
- Ongetiteld (Sin título). Video realizado con cámaras de vigilancia en el que se rapa todo el vello corporal. El trabajo fue presentado en Democracy's Images, Bildmuseet en Umeå en Suecia, 1998.
- TKO, 2000.
- Chao Bella, 2001. La obra fue producida para la Bienal de Venecia de 2001.
- Lolita, 2001, fotografía lambda, 120 x 120 cm.
- El beso, 2001, fotografía lambda.
- Venus Baartman, 2001, fotografía lambda, 120 x 120 cm.
- Media A, 2003, impresión digital, 55 x 37,5 cm.
- Lucie's Fur Version 1:1:1 – La Messie, 2003, fotografía lambda, 148 x 102 cm.[4]
- El preludio The Gardenpath, 2006, DVD.

## Exposiciones
Según Sue Williamson, "Tracey Rose no es una profesional que salte a todas las oportunidades de comisariado que se le ofrecen, y se sabe que se ha retirado de más de una exposición si las circunstancias no le han parecido adecuadas". La obra de Rose se ha expuesto ampliamente en África, Europa y Estados Unidos. Entre sus exposiciones individuales más recientes figuran "The Cockpit" en MC, Los Ángeles, CA, y "Plantation Lullabies" en Goodman Gallery, Johannesburgo, Sudáfrica, ambas en 2008.
Las exposiciones colectivas recientes incluyen "El mirall sud-africà" en el Centre De Cultura Contemporània De Barcelona, España, "Mouth Open, Teeth Showing: Major Works from the True Collection" en la Henry Art Gallery de Seattle, "Memories of Modernity" en Malmo, Suecia, "Check List: Luanda Pop" en el Pabellón Africano de la 52.ª Bienal de Venecia, Italia, "Heterotopías" en la Bienal de Tesalónica en Grecia, y "Feminismos Globales" en el Centro de Arte Feminista Elizabeth A. Sackler en Brooklyn, Nueva York (todas de 2007), y la 11.ª Bienal de Lyon "Ha nacido una terrible belleza" en 2011.
Caryatid & BinneKant Die Wit Does e Imperfect Performance: A tale in Two States se encuentran entre sus presentaciones en vivo más recientes, vistas en la Feria de Arte de Düsseldorf en Alemania y el Moderna Museet en Estocolmo, Suecia, respectivamente. En 2001, Rose también fue incluida en "Plateau de l'humanite" en la 49.ª Bienal de Venecia comisariada por Harald Szeemann .

### Exposiciones individuales
- El Proyecto, Nueva York, 1999
- Galería Goodman, Johannesburgo, 2000
- El Proyecto, Nueva York, 2000
- Ciao Bella, The Goodman Gallery, Johannesburgo, 2002
- El Proyecto, Nueva York, 2002[5]
- El Proyecto, Ciudad de Nueva York, 2004
- The Thieveing Fuck and the Intagalactic Lay, The Goodman Gallery, Johannesburgo, 2004
- El Proyecto, Ciudad de Nueva York, NY, 2007
- Plantation Lullabies, The Goodman Gallery, Johannesburgo, 2008
- La cabina, MC Kunst, Los Ángeles, 2008
- Razón de ser, Espace doual'art, Duala, 2009
- Derribando Babilonia, ZEITZ MOCAA, 2021

### Exposiciones colectivas
- Scramble, Civic Theatre Gallery, Johannesburgo, Sudáfrica, 1996
- Hitch-hiker, Generator Art Space, Johannesburgo, Sudáfrica, 1996
- Graft-Trade Routes History and Geography, (catálogo) 2.ª Bienal de Johannesburgo, Galería Nacional de Sudáfrica, Ciudad del Cabo, Sudáfrica, 1997
- 50 Stories (co-curador), "Top of Africa" Carlton Centre, Johannesburgo, Sudáfrica, 1997
- Cross/ings, (catálogo) Museo de Arte Contemporáneo, Tampa, EE. UU., 1997
- Premios FNB Vita, (catálogo) Sandton Art Gallery, Johannesburgo, 1997
- Pureza y peligro, Gertrude Posel Gallery, Johannesburgo, Sudáfrica, 1997
- 7th Triennale der Klienplastik, (catálogo) Europa África, SudwestLB Forum, Stuttgart, Alemania, 1998
- Guagrene Arte 98, Fondazione Sandretto Re Rebaudengo per l'arte, Turín, Italia, 1998
- Imágenes de la democracia, (catálogo) Fotografía y arte visual después del apartheid, Bildmuseet, Umea, Suecia, 1998
- Continente oscuro, Klein Karoo Nasionale Kunstefees, Oudtshoorn, Sudáfrica, 1998
- Art of the World 1998, (catálogo) Passage de Retz, París, Francia, 1998
- Video Cult/ures ZKM, Museum fur Neue Kunst, Karlsruhe, Alemania, 1999
- Channel, Galería Nacional de Sudáfrica, Ciudad del Cabo, Sudáfrica, 1999
- Diálogo: Vice Versos, (catálogo) Europa África, SudwestLB Forum, Stuttgart, Alemania, 1999
- 2000 ArtPace, San Antonio (residencia)
- exposición documenta 14, Atenas, Grecia y Kassel, Alemania, 2017[6]
- “ May You Live In Interesting Times ”, 58a Bienal de Venecia, Italia, 2019.[7]

## Entrevistas y prensa
- Nkgopoleng Moloi. 2018. A través del lenguaje de la actuación, Tracey Rose crea un arte que se niega a asentarse. Bubblegum Club.[8]
- Zaza Hlaletwa. 2019. Más de una capa al arte y la vida de Tracey Rose. Mail and Guardian.[9]
- Carli Collison. 2022. La vocación de Tracey Rose. Mail and Guardian.[10]
- Sindi-Leigh McBride. 2022. El coraje y la catarsis de Tracey Rose. News24.[11]

## Influencia académica
- Boulle, C. y Pather, J. 2019. Actos de transgresión. Prensa WITS: Johannesburgo[12]